# Monnaie souveraine
Pour les articles homonymes, voir Monnaie (homonymie).
Souveraineté monétaire

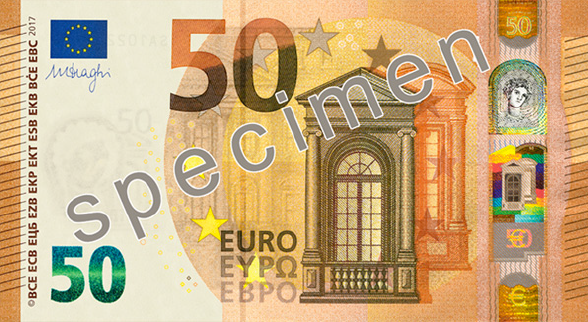
Devise officielle des États de la zone euro voulue par la volonté de plusieurs États souverains, l'euro est une monnaie souveraine.

La monnaie souveraine (en anglais : sovereign money) est une monnaie créée par la volonté d'un État ou d'un groupement d'États (association politico-économique, telle que l'Union européenne ou l'Union économique et monétaire ouest-africaine), émise le plus souvent sous le contrôle d’une banque centrale.
Chaque pays, en tant que nation indépendante, peut avoir sa propre monnaie officielle sur son territoire, déclinée en moyens de paiement ayant cours légal. Il dispose alors d'une souveraineté monétaire.
Celle-ci se différencie, par sa nature et son mode de distribution, à toutes monnaies dite alternatives ou crypto-monnaies, initiées par des entreprises privées ou des organisations non gouvernementales, telles que le bitcoin ou le projet de création d'une nouvelle monnaie dénommée libra, non lié à un état et ayant entraîné une polémique au niveau politique en rapport avec la notion même de « monnaie souveraine ».

## Concept
La monnaie souveraine est une monnaie légale émise par une autorité monétaire, dans la plupart des cas par la banque centrale indépendante d'un État-nation, ou par la BCE, dans le cadre de l'Union Européenne. En 2019, la monnaie souveraine existe sous forme de monnaie fiduciaire et de monnaie de banque centrale autre que de trésorerie.
La monnaie souveraine, créée par tout État souverain ou groupement d'États, est souvent confondue ou assimilée à la devise, bien que la devise ne se base que sur le cours légal et donc sur le taux de change, fixé par les marchés de change qui varient en fonction des cotations de chaque monnaie. Elle n'est donc pas forcément attaché à l'État lui-même (des États comme le Monténégro, le Kossovo, l'Équateur, le Panama, le Timor oriental et le Zimbabwe, entre autres, n'ont pas de monnaie locale et utilisent des devises étrangères pour leurs échanges économiques intérieures et extérieurs).
La monnaie dite « de banque centrale » (également dénommée base monétaire), désigne, quant à elle, les réserves des banques commerciales déposées dans les coffres des banques centrales (BCE en Europe) auxquelles on ajoute l'ensemble des pièces et des billets en circulation.
La souveraineté monétaire est un concept juridique récent. Il a fallu attendre le XXe siècle pour que la jurisprudence internationale le consacre dans l’arrêt de la Cour Permanente de Justice Internationale de 1929 sur l’affaire des Emprunts serbes.
Jean Carbonnier et Dominique Carreau résument le contenu de la souveraineté monétaire de l’État au regard du droit international coutumier tel qu’il s’est établi au cours du XXe siècle : 
«  Le droit de battre monnaie est l’apanage exclusif de l’État moderne. C’est à lui — et à lui seul — qu’il appartient de choisir l’unité monétaire, le signe, qui va circuler sur son territoire : il va lui donner cours légal, voire cours forcé... »
D’un point de vue plus économique, la souveraineté monétaire est un ensemble de prérogatives d’une autorité se donnant le pouvoir exclusif de définir l’unité de compte, le revenu qu’elle souhaite prélever et les marques externes de la souveraineté. Ainsi entendue, la souveraineté monétaire est d’abord une capacité ; capacité d’émission monétaire, à maîtriser la valeur externe de la monnaie, à maîtriser le champ des pratiques monétaires internes et les flux externes. Sur le plan interne, cette souveraineté est exclusive et interdit à toute personne de modifier la valeur monétaire ou son usage : les lois monétaires sont d’ordre public et il n’est pas possible d’y déroger, notamment par des clauses de garantie monétaire ou d’indexation (sauf bien sûr si celles-ci sont autorisées par la loi).
Sur le plan international, la souveraineté monétaire de l’Etat conduit à considérer lois monétaires nationales opposables à tous et bénéficiant d’une présomption de régularité. Le principe de souveraineté monétaire a pour conséquence le nominalisme monétaire, selon lequel le débiteur se libère valablement en payant le montant nominal de la dette, quelles que soient les altérations subies, soit de droit, par une décision souveraine de l’Etat émetteur (dévaluation, réévaluation) soit de fait, par le concours d’un phénomène économique comme l’inflation (dépréciation, appréciation).

## Organisation et critiques
En 2019, des pays tels que les États-Unis et le Japon, dotés de banques centrales autonomes, exercent un haut degré de souveraineté monétaire. En revanche, les pays de l’Union européenne appartenant à la zone euro ont transféré une grande partie de leur souveraineté monétaire à la Banque centrale européenne, organe central système européen de banques centrales, ce qui revient à considérer qua la souveraineté sur l'euro appartient désormais à la BCE et non aux banques centrales nationales nationales des pays membres de la zone euro.
La souveraineté monétaire, c’est-à-dire la capacité d’une communauté politique à décider des modalités de la création de la monnaie, est, durant ce XXIe siècle, une modalité de fonctionnement fortement critiquée par de nombreuses organisations politiques et des groupes de réflexion basée sur la refonte du système financier et économique international,.
Intimement liée à la question des rapports entre politique monétaire et politique budgétaire, la souveraineté monétaire s'est affirmée comme un élément central de l'indépendance des banques centrales dans ses rapports avec le politique. Cette indépendance fait aujourd'hui l'objet de critiques.

## Évocations et polémiques

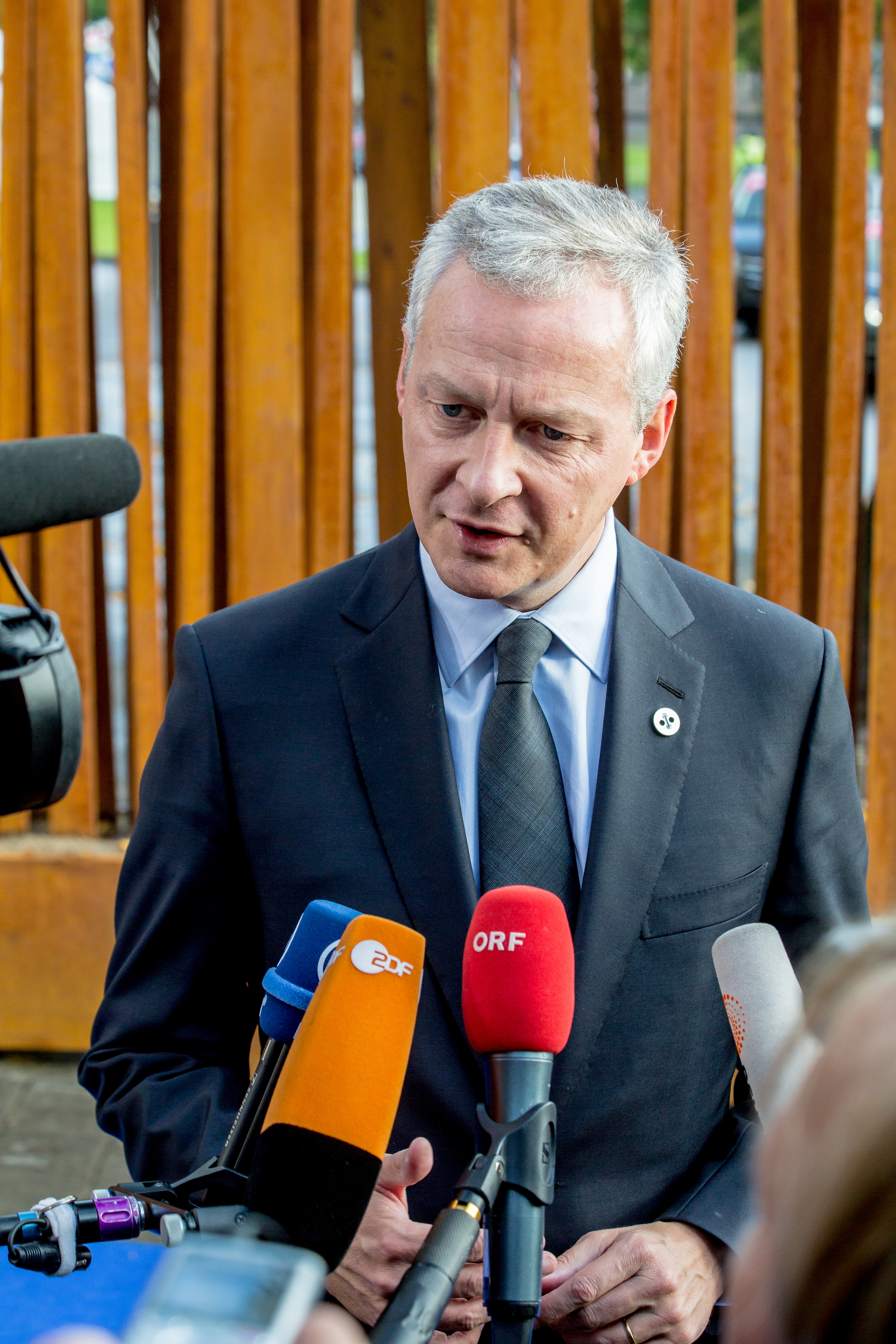
Bruno Lemaire.

À la suite d'un projet de cryptomonnaie, initié par le réseau social en ligne Facebook, lequel est rejoint par 28 grandes entreprises et ONG regroupées autour d'une association basée à Genève, le ministre de l'Économie français du gouvernement Édouard Philippe, Bruno Le Maire, a déclaré devant les députés français réunis dans l’hémicycle de l’Assemblée Nationale, le 18 juin 2019 :
«  Une société privée ne peut pas et ne doit pas créer une monnaie souveraine qui pourrait rentrer en concurrence avec les monnaies des Etats. C’est aux banques centrales d’assurer le rôle de préteur en premier et en dernier ressort. (…). J’ai donc demandé à l’ensemble des gouverneurs du G7 d’établir un rapport dans la perspective de la réunion du G7 qui se tiendra à Chantilly mi-juillet (…). Cela ne fait que renforcer notre détermination à réguler les géants du numérique, au niveau national, et je l’espère au niveau de l’OCDE, afin d’imposer une taxation internationale.  »
En janvier 2018, celui-ci avait déjà déclaré refuser « les risques de spéculation et les possibles détournements » liés au Bitcoin et aux cryptomonnaies. Il confie à Jean-Pierre Landau, ancien sous-gouverneur de la Banque de France, une mission sur ce sujet. Le rapport préparé en collaboration avec Alban Genais est présenté au Ministre de l'Economie et des Finances en juin 2018.

## Euro numérique et souveraineté monétaire
Le projet d'un euro numérique a notamment - si ce n'est principalement - comme objectif de renfoncer et d'affirmer la souveraineté monétaire de la zone euro au sein de l'Union européenne, notamment pour lutter contre les monnaies privées sous forme de stablecoins. Le choix de prestataires privés non européens par la BCE dans la phase d'étude et de tests a été critiqué comme une atteinte à la souveraineté monétaire européenne.